# EBITDA
Das EBITDA ist eine betriebswirtschaftliche Kennzahl, die den nachhaltigen operativen Cashflow vor Steuern eines Unternehmens beschreibt.

## Definition
EBITDA ist die Abkürzung (Akronym) für englisch: Earnings Before Interest, Taxes, Depreciation and Amortization. Übersetzt beschreibt das EBITDA also einen „Gewinn vor Zinsen, Steuern, Abschreibungen auf Sachanlagen und Abschreibungen auf immaterielle Vermögensgegenstände“.
Das EBITDA erhält man, indem man zum (bereinigten) EBIT-Ergebnis die Abschreibungen auf Sachanlagen sowie auf immaterielle Vermögensgegenstände (Goodwill, Patente etc.) hinzuaddiert.
|   | EBIT (bereinigt)                                     |
| + | Abschreibungen auf das Sachanlagevermögen            |
| = | EBITD                                                |
| + | Abschreibungen auf immaterielle Vermögensgegenstände |
| = | EBITDA                                               |

Das Berechnungsschema für das EBITDA-Ergebnis folgt der indirekten Berechnung eines Cashflows: Durch Addition der nicht-zahlungswirksamen Abschreibungen auf ein operatives Ergebnis erhält man einen operativen Cashflow. Die Ermittlung des operativen Cashflows erfolgt beim EBITDA auf Grundlage einer vereinfachenden Formel – es werden nicht alle zahlungsunwirksamen Vorgänge erfasst. Im Berechnungsschema werden nur die regelmäßig anfallenden und recht stabilen Abschreibungen berücksichtigt. Das EBITDA wird demzufolge nicht verzerrt durch Veränderungen in anderen Positionen, die eher zufällig schwanken (z. B. Veränderung der Rückstellungen, Veränderungen im Net Working Capital). In der Folge ist das EBITDA-Ergebnis deutlich stabiler als z. B. der Cashflow aus laufender Geschäftstätigkeit. Das EBITDA kann demzufolge als (einfach zu berechnender) nachhaltiger operativer Cashflow vor Steuern interpretiert werden. Das Prädikat „nachhaltig“ ist besonders dann gerechtfertigt, wenn die Ermittlung des EBITDA auf einem EBIT-Ergebnis aufsetzt, das um außergewöhnliche und aperiodische Effekte bereinigt wurde.
Der englische Begriff amortization (Abschreibungen auf immaterielle Vermögensgegenstände) ist nicht mit dem deutschen Begriff „Amortisation“ gleichzusetzen, der sich in der Betriebswirtschaftslehre nur auf Firmenwert-Abschreibungen bezieht, nicht jedoch auf Abschreibungen z. B. von Lizenzen, Patenten und Software.

## Anwendungen
Das EBITDA findet unter anderem Anwendung als Steuerungskennzahl im betrieblichen Controlling, bei der Unternehmensbewertung, bei der Bewertung der Kreditwürdigkeit von Unternehmen, bei der Bemessung gewinnabhängiger Managementgehälter und in der Finanzkommunikation.
Das EBITDA-Ergebnis eignet sich insbesondere für grenzüberschreitende Vergleiche der operativen Performance, da alle wesentlichen Verzerrungen auf internationaler Ebene (Abschreibungspolitik, Goodwill-Behandlung, Finanzierungspolitik, Steuersystem) im EBITDA eliminiert sind. Aufgrund der Ausschaltung zahlreicher (schwankender) Größen weist das EBITDA eine höhere Stabilität auf als andere Ergebnisse. Es bietet deshalb auch eine gute Ausgangsbasis zur Abschätzung der zukünftigen Ertragskraft.
Die Bezeichnung des EBITDA-Ergebnisses als operativer „Gewinn“ ist allerdings irreführend. Diese Interpretation suggeriert eine Ertragskraft, die bei genauer Betrachtung nicht gegeben ist. Bei einem Gewinn (wie z. B. dem EBIT) handelt es sich um einen Saldo aus Erträgen und Aufwendungen. Ein positiver Saldo (Gewinn) zeigt auf, dass das betrachtete Unternehmen in der betreffenden Periode das Vermögen der Kapitalgeber vermehren konnte, ein negativer Saldo (Verlust) kennzeichnet eine Vernichtung von Vermögen. Aus einem positiven EBITDA-Ergebnis kann dagegen nicht auf eine Vermögensmehrung geschlossen werden. Aus dem operativen Cashflow vor Steuern (EBITDA) müssen zur Aufrechterhaltung des Geschäfts noch die erforderlichen Investitionen (Ersatzinvestitionen) finanziert werden. Darüber hinaus mindern auch Steuerzahlungen des Unternehmens die tatsächlich zur Verfügung stehenden Cashflows. Zur Beurteilung einer Vermögensmehrung im operativen Geschäft sollten deshalb besser operative Gewinngrößen (EBIT, NOPAT) oder operative Free Cashflows betrachtet werden.

## EBITDA-Kennzahlen
Absolute Kennzahlen wie das EBITDA können im Zeitablauf analysiert werden. Es lassen sich Entwicklungen (Trends) und Veränderungen ablesen. Bei der Analyse ist insbesondere interessant, wie stark das EBITDA schwankt bzw. wie stabil es sich in Krisenzeiten erweist. Absolute Erfolge ermöglichen jedoch keine Betriebs- bzw. Branchenvergleiche. Zu diesem Zweck müssen Verhältniszahlen gebildet werden. Das EBITDA bildet den Zähler oder Nenner der folgenden Kennzahlen:

### Verhältnis zum Umsatz
Die EBITDA-(Umsatz-)Marge (englisch: EBITDA margin) ist das Verhältnis von EBITDA zu Umsatz (EBITDA geteilt durch Umsatz).
{\displaystyle {\text{EBITDA-(Umsatz-)Marge}}={\frac {\text{EBITDA}}{\text{Umsatz}}}}

### Verhältnis zum entschuldeten Unternehmenswert
Der entschuldete Unternehmenswert, englisch Enterprise Value wird insbesondere bei Übernahmen herangezogen, um es mit dem (gegebenenfalls erwarteten oder durchschnittlichen über mehrere Jahre) EBITDA ins Verhältnis zu setzen. Dadurch bekommt man zum Beispiel einen Anhaltspunkt, nach wie vielen Jahren das vom neuen Eigentümer aufgebrachte Kapital zurückfließen könnte.
{\displaystyle {\text{EBITDA-(EV-)Multiple}}={\frac {\text{EV}}{\text{EBITDA}}}}

### Weitere
Statt des Enterprise Values wird gelegentlich auch der leichter ermittelbare Börsenwert (Marktkapitalisierung) herangezogen, was bei Unternehmen ohne außerordentliche Schulden keinen großen Unterschied macht. Vor allem Fremdkapitalgeber interessieren sich daneben für das Verhältnis zum Kreditumfang (beispielsweise langfristige Schulden, Nettoschulden) und zum Kapitaldienst (Zins und Tilgung).
Eine alternative EBITDA-Marge ergibt sich, wenn man die Ergebniskennzahl ins Verhältnis mit der Bilanzsumme setzt, englisch EBITDA return on total assets. Sie eignet sich auch für nicht börsennotierte Unternehmen, für die es keinen über den Markt ermittelten Unternehmenswert gibt. Mit dieser Kennzahl sieht man, wie viel Rendite das eingesetzte Eigen- und Fremdkapital (bzw. das Gesamtvermögen) in Prozent ausgedrückt erwirtschaftet.

## Würdigung
Betriebsvergleiche von Unternehmen mit unterschiedlicher Kapitalintensität anhand des EBITDA bzw. von EBITDA-Kennzahlen ergeben wenig Sinn. Unternehmen mit unterschiedlicher Kapitalintensität weisen einen unterschiedlichen Bedarf an Ersatzinvestitionen auf und die entsprechenden EBITDA-Ergebnisse sind unterschiedlich einzuordnen. Auch geringere Schulden oder geringere Steuerzahlungen erfordern zur Aufrechterhaltung des Geschäfts niedrigere EBITDA-Ergebnisse. Vergleiche von Bewertungen und Margen auf der Grundlage des EBITDA sind in der Folge am ehesten bei Unternehmen innerhalb derselben Branche mit vergleichbaren Investitionen und Verschuldungsgraden sinnvoll.
Obgleich das EBITDA kaum zur Unternehmenssteuerung geeignet ist, hat sich die Anwendung bei vielen internationalen Unternehmen etabliert. Man beachte aber, dass die Berechnung des EBITDA in den verschiedenen Rechnungslegungen (IFRS, US-GAAP) nicht standardisiert ist. Manche Unternehmen missbrauchen diesen Umstand und weisen an Stelle des EBITDA ein „adjusted EBITDA“ bzw. „bereinigtes EBITDA“ aus. Die Einstufung von Geschäftsvorfällen als bereinigungswürdiges Ereignis (z. B. Leasing-Zahlungen, Kosten für Rechtsstreitigkeiten, Restrukturierungen, Marketing-Aktionen, Abfindungen) obliegt den Unternehmen und kann sehr willkürlich vorgenommen werden. Besonders fragwürdig wird es, wenn die Unternehmensleitung auf der Grundlage eines „Adjusted EBITDA“ entlohnt wird. Sie können dann ihre Vergütung besonders schnell durch große Übernahmen steigern: Weder Abschreibungen (auf möglicherweise überhöhte Kaufpreise) noch die Kapitalkosten für die Finanzierung werden im Kalkül berücksichtigt.
Insbesondere zur Zeit des Neuen Marktes wurde das adjusted EBITDA von manchen unprofitablen Unternehmen zur Verschleierung einer Verlustsituation genutzt, da es durch das Bereinigen des Ergebnisses um zahlreiche Aufwandspositionen unter Umständen trotzdem positive Werte liefert. Unterstützt wurde ein solches Reporting von der Möglichkeit, Umsätze vor der eigentlichen Warenauslieferung und Rechnungslegung zu verbuchen. Der EBITDA kann zudem durch die wahlweise Aktivierung von Eigenleistungen künstlich erhöht werden.
In Deutschland hat der Gesetzgeber die Bedeutung des EBITDA aufgewertet, es ist Bestandteil des Steuerrechts. Die als Zinsschranke bezeichnete Regelung beschränkt die Abzugsfähigkeit des Nettozinsaufwands auf einen Betrag, der maximal 30 % „des Gewinns vor Zinsen, Steuern, Abschreibungen auf Sachanlagen und Abschreibungen auf immaterielle Vermögensgegenstände (EBITDA)“ beträgt (siehe § 4h EStG).

## Trivia
Nach den Bilanzfälschungen bei dem Unternehmen ENRON im Jahre 2001 wurde das EBITDA im sarkastischen Sinn umgedeutet in Earnings before I tricked the dumb auditor (Gewinn bevor ich den dummen Wirtschaftsprüfer täuschte). Bezeichnungen wie EBBS (Earnings Before Bad Stuff) bzw. EBA (Earnings Before Anything) sind ebenfalls geläufig.